# Teatro africano
El teatro en África subsahariana es producto de la influencia de la ocupación colonial. Recién a partir de mediados del siglo XX  es que el teatro africano comienza a tomar fuerza. 
El teatro africano se nutre la mezcla de interacciones culturales y lingüísticas, los desplazamientos de los diversos grupos étnicos por el continente, a veces motivados por el comercio (incluido el tráfico de esclavos), la religión o la exploración. Junto con el teatro de base europea contemporáneo, principalmente escrito e interpretado en inglés, francés y portugués, también coexisten un gran número de festivales, representaciones culturales y teatro indígena popular.
El sentido del ritmo y de la mímica, la verborrea son cualidades que todos los africanos comparten en mayor o menor medida y que hacen de ellos actores natos. La vida cotidiana de los africanos transcurre al ritmo de variadas ceremonias, rituales o religiosas, concebidas y vividas generalmente como verdaderos espectáculos.
El teatro africano es entretenimiento, pero también puede ser estética, política, social y espiritualmente comprometido, y a menudo es todas estas cosas simultáneamente. El teatro africano es una experiencia total de mente, cuerpo y alma que se relaciona con, y se alimenta de una muy receptiva, audiencia involucrada y vocal.

## Teatro en Camerún
Entre los autores se destaca la producción de Sankie Maimo que entre mediados a fines del siglo XX produjo diversas obras, entre las que sobresale Yo estoy justificado (I Am Vindicated). Entre los escritores en idioma inglés se destaca especialmente Bole Butake, cuyas obras que tratan sobre temas contemporáneos se nutren de un rico trasfondo político, especialmente notables son La violación de Michelle (1984), Dios Lago (1986), Los sobrevivientes (1989), y Zapatos y cuatro hombres armados (1994).

## Teatro en Ghana
En Ghana se destaca la producción de dos destacadas escritoras Efua Sutherland y Ama Ata Aidoo. Sutherland escribía sus obras en akan y en inglés, entre sus obras se destacan: Foriwa, Edufa (ambas tratan temas políticos vinculados con la independencia) y, El casamiento de Anansewa (comedia). Sutherland también trabajó como Directora de teatro y creó el Ghana Drama Studio en Acra.
Hacia la década de 1970 Aidoo escribió las obras El dilema del fantasma y Anowa, en ambas se encuentra presente el tema de la esclavitud y los desafíos que se enfrentan en las transiciones desde los orígenes indígenas, pasando por la época colonial hasta llegar a la época postcolonial. Los temas recurrentes en su obra son "el matrimonio, la maternidad, la dependencia económica y emocional, la educación de las mujeres, su marginación económica y política y su resistencia a la opresión", en palabras de Florence Stratton, según recoge Laura Frías en su entrevista con Ama Ata Aidoo.
La modalidad de grupo de teatro tipo "Concert Party" consiste en grupos actorales itinerantes que ponen en escena un amplio repertorio de comedias y sátiras sociales. La modalidad nacida durante el siglo XX ha  continuado teniendo vigencia y popularidad en el siglo XXI al adaptarse y nutrirse de las cambiantes condiciones y temáticas sociales, políticas y culturales que surgen y que experimenta el pueblo de Ghana en su desarrollo. Estos grupos se destacan por ensamblar el teatro literario tradicional, con cierto tipo de comentarios sociales todo presentado utilizando formas tradicionales y modernas de actuación y puesta en escena.

## Teatro en Nigeria
Nigeria posee una sólida trayectoria teatral. La rica base cultural de Nigeria, ha permitido que la dramaturgia se irguiera en un valioso vehículo mediante el cual canalizar el debate político, la identidad social, y los sentimientos. En Nigeria el teatro en gran parte se manifiesta en las representaciones callejeras de figuras con disfraces tal como Egungun, o las diversas festividades promovidas con motivo de matrimonios, funerales y ritmos estacionales, o por determinados oficios.
Una rica tradición de teatro popular (como la opera Yoruba) ha sido una fuente de inspiración de los escritores de teatro. Se destaca la tarea de Hubert Ogunde en idioma yoruba, quien ha escrito diversas obras sobre temáticas políticas y bíblicas con variados elementos visuales, cantos y danzas que han recorrido el país, siendo representadas en espacios públicos. Entre las obras de Ogunde se destacan El Jardín de Eden y el Trono de Dios (1944) y Pan y Bala (1950).